# Lijst van Genkenaren
Dit is een chronologische lijst van Genkenaren. Het betreft personen geboren in de Belgische stad Genk.

## Geboren
- Jan Machiel Reyskens (1878-1990), was oudste in België geboren man, oudste inwoner van Nederland en de op een na oudste man ter wereld
- Martin Margiela (1957), modeontwerper
- Jan Jambon (1960), politicus
- Jos Vos (1960), schrijver
- Ludo Philippaerts (1963), ruiter
- Vera Mann (1963), actrice, zangeres en musicalster
- Andrea Croonenberghs (1964), omroepster en actrice
- Hilde Vanhove (1964), jazzzangeres
- Huub Grossard (1968), atleet
- Stefan Brijs (1969), auteur
- Patrick Van Oppen (1969), striptekenaar
- An Swartenbroekx (1969), actrice
- Ronny Gaspercic (1969), voetballer
- Nadine Grouwels (1973), atlete
- Danny Mommens (1973), muzikant
- Rachida El Garani (1975), filmregisseur, scenarioschrijver en acteur
- Frank Van Erum (1977), acteur
- Jani Kazaltzis (1979), stylist
- Zuhal Demir (1980), politica (N-VA)
- Karel Geraerts (1982), voetballer
- Benjamin De Ceulaer (1983), voetballer
- Fabio Caracciolo (1984), voetballer
- Jef Hoogmartens (1984), acteur
- Kadir Bekmezci (1985), voetballer
- Filip Bollen (1987), voetbaldoelman
- Emrullah Güvenç (1987), voetballer
- Samira Atillah (1988), journalist en activist
- Michael la Rosa (1991), voetballer
- Jens Schuermans (1993), mountainbiker
- Rani Rosius (2000), atlete
- Ibe Wuyts (IBE) (2002), muzikant
- Jonathan Vervenne (2003), wielrenner
- Konstantinos Karetsas (2007), voetballer